# Andreas Magerl
Andreas Magerl (* 23. Februar 1971 in Übersee) ist ein deutscher Autor und Publisher. Bekannt wurde er primär als Herausgeber und Chefredakteur der Computerspiele-Zeitschrift Amiga Future.

## Werdegang
Magerl wurde 1971 in Übersee am Chiemsee in Bayern geboren. Nach seinem Schulabschluss machte er eine Ausbildung zum Einzelhandelskaufmann. Danach folgte eine Weiterbildung zum Filialleiter bei der Firma Rewe, bei der er bis 1992 tätig war. Während seiner Zeit als Filialleiter gründete Magerl den APC & TCP Computerclub. Der Amiga- und Commodore-64-Club war einer der größten und aktivsten deutschen Computerclubs zu jener Zeit. Einige Jahre später wurde der C64-Bereich im Club aufgelöst und dieser in einen reinen Amiga-Computerclub umgewandelt mit mehr als 600 Mitgliedern weltweit. Andreas Magerl merkte jedoch schnell, dass man auch eine kommerzielle Vertretung für den Computerclub benötigt, um zum Beispiel Software-Produkte der Mitglieder sinnvoll vermarkten zu können. Außerdem wurde das hauseigene Clubmagazin NoCover zu groß, um es privat verteilen zu können.

## APC & TCP
Im Jahr 1992 wurde der APC & TCP Vertrieb von Andreas Magerl gegründet. „APC & TCP“ steht dabei für „Amiga Personal Computer & Teamwork Computerclub Programming“. APC & TCP wurde durch Software-Titel wie Roadshow, CygnusED, DigiBooster, Flyin High, 1990 und Marblelous sowie durch Merchandising-Artikel wie das Amiga Family Poster, aber auch durch die Mitarbeit bei Fachzeitschriften, Messen & Co bekannt. Inzwischen wurden über 200 Produkte um den Amiga von APC & TCP veröffentlicht. Im Mai 2017 feierte der Publisher sein 25-jähriges Bestehen.
In den späten 1990er Jahren merkte Magerl, dass eine gedruckte Zeitschrift, Software-Publishing und ein Computerclub zu viel Zeit in Anspruch nehmen. Auch hatte das Zeitalter des Internets inzwischen Fahrt aufgenommen und ein überregionaler Computerclub war für die User nicht mehr so attraktiv wie früher. So wurde der APC & TCP Computerclub im Jahr 2001 schließlich aufgelöst. Das gleiche Schicksal erlitt dann 2004 auch das Club-Magazin NoCover. Nach 125 Ausgaben wurde das Disketten-Magazin eingestellt.

## Amiga Future
1997 gründete Andreas Magerl das gedruckte Amiga-Magazin Amiga Future. Die Erstausgabe erschien im Januar 1998 und seitdem erscheint alle zwei Monate eine neue Ausgabe. Seit 2007 wird die Amiga Future zweisprachig (deutsch/englisch) veröffentlicht. Im Januar 2018 feierte die Amiga Future ihr 20-jähriges Jubiläum. In der Amiga Future sind viele Artikel von Magerl zu finden, jedoch hat er sich seit längerem aus der aktiven Redaktionstätigkeit zurückgezogen und kümmert sich hauptsächlich um die Organisation und Vermarktung des Printmagazins.

## Freier Journalist
Andreas Magerl war  als freier Journalist für die Printmagazine AmigaPlus, Amiga Games, Amiga-Magazin, Amiga Special, Amiga Future und NoCover tätig. Bei der Amiga Games kümmerte er sich um den gesamten Anwenderbereich. Unter anderem gehörte auch die Helpline zu seinem Zuständigkeitsbereich. Beim Amiga-Magazin war Magerl für einen großen Teil des Spielebereiches verantwortlich. Außerdem erstellte er zeitweise die  Public-Domain-Disketten-Serie des Amiga Magazines. Die Cover-CDs und Sonder-CDs vieler Amiga Zeitschriften wie der AmigaPlus, Amiga Games und Amiga Special wurden ebenfalls von ihm erstellt.